# Óscar Granados
Óscar Esteban Granados Maroto (* 25. října 1985, Cartago, Kostarika) je kostarický fotbalový záložník a reprezentant, který hraje za kostarický klub CS Herediano. Účastník Mistrovství světa 2014 v Brazílii.

## Klubová kariéra
Granados začínal v profesionálním fotbale v kostarickém celku CS Cartaginés. Poté působil od července do prosince 2011 v klubu Orión FC a následně přestoupil do dalšího kostarického mužstva CS Herediano.

## Reprezentační kariéra
Óscar Granados debutoval v národním A-týmu Kostariky v roce 2009.
Kolumbijský trenér Kostariky Jorge Luis Pinto jej vzal na Mistrovství světa 2014 v Brazílii. Kostarika se v těžké základní skupině D s favorizovanými celky Uruguaye (výhra 3:1), Itálie (výhra 1:0) a Anglie (remíza 0:0) kvalifikovala se sedmi body z prvního místa do osmifinále proti Řecku, ale Granados nehrál. Granados dostal v osmifinálovém utkání žlutou kartu, ačkoli opět nehrál. Rozhodčí mu ji udělil na lavičce náhradníků.